# ギリェルメ・デ・カッシオ・アウヴェス
ギリェルメ (Guilherme) こと、ギリェルメ・デ・カッシオ・アウヴェス（Guilherme de Cássio Alves, 1974年8月5日 - ）は、ブラジル・ サンパウロ州出身の元同国代表サッカー選手、サッカー指導者。ポジションはフォワード。ブラジル全国選手権得点王に輝くなど、ブラジル屈指のストライカーだったが、心身の怪我やストレスのため、あまり活躍できなかった。

## 経歴
1994年にスペインのラージョ・バジェカーノに入団し、クラブの1部昇格に貢献した。しかし、1997-98シーズンの途中で退団し、母国のグレミオFBPAに帰国した。ちなみに、このシーズンにラージョは2部に降格した。
1999年、CRヴァスコ・ダ・ガマに移籍し、見事得点王に輝いた。コパ・アメリカ2001にも招集を受けたが、優勝できなかった。このため、彼はブラジルリーグ得点王でありながら、リーグタイトルも代表のタイトルも手にできなかった。

## タイトル
サンパウロFC
- コパ・リベルタドーレス : 1993
- スーペルコパ・スダメリカーナ : 1993
- レコパ・スダメリカーナ : 1993, 1994
- コパCONMEBOL : 1994

CRヴァスコ・ダ・ガマ
- トルネイロ・リオ＝サンパウロ（ポルトガル語版）: 1995

アトレチコ・ミネイロ
- カンピオナート・ミネイロ : 1999, 2000

クルゼイロEC
- カンピオナート・ミネイロ : 2004